# Acciona Energía
Acciona Energía est une filiale du groupe Acciona qui conçoit des solutions fondées sur les énergies renouvelables.
Basée à Madrid, ACCIONA Energía est une entreprise qui se consacre à divers secteurs liés à l'énergie : développement et structuration de projets, ingénierie, construction, approvisionnement, exploitation, maintenance, gestion d'actifs et gestion et vente d'énergie propre.

## Histoire
Fondée il y a plus de 30 ans, Acciona Energía est spécialisée dans les énergies renouvelables. Les premiers jalons de son histoire sont posés en décembre 1994, date de l’installation du premier parc éolien commercial en Espagne — sur la Sierra del Perdón, non loin de Pampelune (Navarre) — par la société Energía Hidroeléctrica de Navarra, SA, rachetée par ACCIONA en 2003 et 2004, et en 1995 avec l’installation du parc éolien KW Tarifa, par la société Alabe, filiale d'ACCIONA.  
Acciona Energía est cotée en bourse depuis le 1er juillet 2021, et notamment à la Bourse de Madrid, Barcelone, Bilbao et Valence, sous le ticker ANE, avec la société ACCIONA, SA actionnaire majoritaire au 31 décembre 2021.

## Activités
Acciona Energía (dont la dénomination sociale est Corporación Acciona Energías Renovables, SA) possède des actifs d'énergie renouvelable dans cinq technologies (éolien, solaire photovoltaïque, hydro-électrique, biomasse et solaire thermique), soit 11,2 gigawatts (GW) de capacité installée en tout, au 31 décembre 2021. Répartie dans 16 pays sur cinq continents, ces capacités lui ont permis de produire, en 2021, 24,5 térawattheures (TWh) d'énergie renouvelable, soit l'équivalent de la consommation électrique de 7,6 millions de foyers.
Outre la production et la vente d'énergies renouvelables,  l’expertise d’ACCIONA Energía couvre l’autoconsommation, l’économie d’énergie et l’efficacité énergétique, l’installation et l’exploitation d'infrastructures de recharge pour véhicules électriques et l’hydrogène vert, pour les entreprises et les institutions,,.

## Présence internationale
Acciona Energía est activement présente dans vingt-cinq pays, sur cinq continents. Ses principales zones géographiques d'action sont, outre l’Espagne, l’Amérique du Nord (États-Unis et Canada), l’Amérique latine (Mexique, Chili, Brésil, Pérou, Costa Rica et la République Dominicaine) et l’Australie. Elle est également présente en Afrique, avec des projets en Égypte et en Afrique du Sud, ainsi que dans d'autres pays européens (Portugal, France, Italie, Pologne, Croatie, Ukraine, et Hongrie).